# Silviu Bejan
Silviu Bejan (n. 2 februarie 1885, Sârbi, Bihor – d. 6 mai 1940, Timișoara) a fost un deputat în Marea Adunare Națională de la Alba Iulia, organismul legislativ reprezentativ al „tuturor românilor din Transilvania, Banat și Țara Ungurească”, cel care a adoptat hotărârea privind Unirea Transilvaniei cu România, la 1 decembrie 1918.

## Biografie
Silviu Bejan s-a născut pe 2 februarie 1885 în comuna Sârbi, Bihor, a studiat la Facultatea de Litere din Cluj, a fost profesor la Arad. După 1918 a ocupat funcția de director al Liceului „Diaconovici Loga”. A fost delegat al „Societății fondului pentru ajutorarea ziariștilor români din Transilvaia, Banat și părțile locuite de români din Ungaria și Biharia”. A decedat în anul 1940.

## Activitate politică
A luat parte la Marea Adunare Națională de la Alba Iulia de la 1 decembrie 1918, unde a votat Marea Unire ca delegat al cercului electoral Biharia, Bihor.